# Repartimiento
Repartimiento - system pracy przymusowej istniejący w epoce kolonialnej na terenie hiszpańskich kolonii w Ameryce Południowej i środkowej, a także na Filipinach. 
Miejscowe plemiona były zmuszane do dostarczenia siły roboczej (zwykle od 2 do 5% ich populacji) do pracy na plantacjach, przy budowie dróg, w kopalniach, a na Filipinach także przy budowie okrętów.
Używano różnych metod. Niekiedy perswazji - wodzom lokalnych społeczności mówiono, iż po kilku latach ludzie zabierani do pracy powrócą do domów, dysponując wiedzą przydatną dla całej społeczności. Inną metodą był "handel" - w wioskach tubylców grupa "handlarzy" ochoczo pozostawiała towar bez zapłaty, zgadzając się na odroczenie jej o np. rok. Po upływie terminu do wioski przybywała dobrze uzbrojona, duża grupa konkwistadorów, żądając nierealnej ceny, a po targach zgadzając się na zamianę długu na pracę na ich rzecz.
Przy okazji tej przymusowej pracy tubylcy byli również poddawani intensywnej chrystianizacji.
System repartimientos stopniowo tracił na znaczeniu, w miarę wzrostu liczby niewolników sprowadzanych z Afryki.